# Evelyne Constans
Evelyne Constans (née le 10 septembre 1946 à Paris) est une athlète française, spécialiste du saut en hauteur.

## Biographie
Elle est sacrée championne de France du saut en hauteur en 1970 à Colombes avec la marque de 1,75 m.